# Domenico Bisceglia
(Frase di Decimo Giunio Giovenale posta sul sarcofago di Domenico Bisceglia)
Domenico Bisceglia (Donnici Superiore, 3 gennaio 1756 – Napoli, 28 novembre 1799) è stato un patriota, politico e avvocato italiano.

## L'educazione e la carriera professionale
Riceve la prima educazione dallo zio sacerdote Bruno Bisceglia con l'intento di avviarlo alla vita ecclesiastica, ma il padre e lo stesso Domenico preferirono la carriera giurisprudenziale.  Nel 1771 studia a Cosenza, sotto la guida di Pietro Clausi. Completa gli studi a Napoli e nel 1780 ritorna a Cosenza e sposa Candida De Rose da Aprigliano, da cui ha un figlio, Luigi.
A Cosenza si distingue per le sue capacità professionali e come sostenitore delle nuove idee rivoluzionarie. Insieme al Salfi, al Gagliardi e al Lamanna partecipa all'Accademia dei Pescatori Cratilidi, ed è fra quelli accademici che nel 1784 chiedono che essa si trasformi in un'organizzazione capace di propugnare il rinnovamento e il progresso economico.
Nel 1791 a Cosenza intraprende una causa per ricomporre i dissidi tra il fisco e i possessori dei boschi della Sila. Le doti dimostrate convincono Vicarìa Zurlo ad affidargli il compito di sostenere a Napoli i diritti di Cosenza e dei casali della Sila. A Napoli diviene amico di Pagano, Russo, Ciaia, Paribelli,  che saranno insieme a lui i fautori della Repubblica Napoletana.

## L'attività politica e di governo
Nel 1794 è accusato di "reità politica", cioè di cospirare per la instaurazione di riforme, e viene incarcerato. Rimesso in libertà provvisoria nel 1798, il 20 gennaio 1799, all'arrivo dei francesi in Napoli, è tra i patrioti della costituenda Repubblica Napoletana, ed è nominato dal generale Championnet membro del Governo Provvisorio:  ricopre la carica di commissario presso la Cassazione, con delega particolare all'amministrazione interna.  Il Bisceglia si distingue per l'iniziativa di inviare nelle province i cosiddetti "democratizzatori", si schiera per l'abolizione dei feudi e negli ultimi mesi della Repubblica sostiene i diritti dei Comuni contro i baroni.
Il 3 giugno 1799 partecipa alla difesa della Repubblica assediata dagli Inglesi e dagli Austro-Russi. Dopo i saccheggi di Cosenza e la devastazione di vari monasteri ad opera dei sanfedisti, ordina di celebrare Messa nella chiesa delle Grazie.

## La cattura e l'esecuzione
Essendo uno di quelli che aveva difeso Castel dell'Ovo e Castel Sant'Elmo, una volta catturato la sentenza di morte fu in un primo momento sospesa; poi, accusato di essere uno dei fautori della rivoluzione, fu definitivamente condannato dalla Giunta dei rei di Stato alla confisca dei beni e alla morte per impiccagione.
Secondo alcune ricostruzioni morì il 28 novembre 1799 in Piazza del Mercato a Napoli, e fu sepolto nella chiesa di Carmine Maggiore, secondo altre, invece, Domenico Bisceglia fu sepolto nella chiesa di Sant'Eligio insieme con Albanese, Mattei, Logoteta e altri.